# جون ملفين
جون ملفين (بالإنجليزية: John Melvin)‏ هو مجدف بريطاني، ولد في القرن العشرين.

## وصلات خارجية
- جون ملفين على موقع الاتحاد الدولي للتجديف (الإنجليزية)